# Alberto Chiesa
Alberto Chiesa (Livorno, 25 febbraio 1988) è un allenatore di rugby a 15 ed ex rugbista a 15 italiano, in carriera attivo come utility back di Capitolina, I Cavalieri, Zebre e Calvisano, di cui è stato anche capitano; dal 2020 è l'allenatore dei Cavalieri Union.

## Biografia
Cresciuto nelle giovanili del Livorno e fatto parte del primo gruppo di atleti nati nel 1988 che hanno ultimato la propria formazione di alto livello presso l'Accademia FIR “Ivan Francescato” di Tirrenia, è stato convocato in tutte le nazionali giovanili dall'età di 17 anni. Nel 2009 è capitano dell'Italia Under-19 che prese parte ai Mondiali di categoria di Belfast, conservando i gradi anche l'anno successivo con l'Italia under 20.
Nel 2007 passa dal Livorno ai I Cavalieri per disputare il campionato di serie A1 2007-08 con il club toscano. Dopo una stagione a Roma alla Capitolina in Super 10, torna a I Cavalieri con cui arriverà a disputare la finale del campionato di Eccellenza 2011-12, persa nella doppia sfida contro Calvisano.
Tra il 2009 e il 2012 viene ripetutamente convocato in Nazionale A, con la quale disputa tre edizioni consecutive di Nations Cup. Viene anche convocato in più di un'occasione nella Nazionale maggiore, con la quale però non disputa alcun incontro.
Nel 2012 entra a far parte della franchigia federale delle Zebre ed esordisce nel campionato Pro12 2012-13. Al termine della stagione viene ceduto al Calvisano, tornando così a disputare il Campionato italiano, con cui conquista il suo primo titolo nazionale in carriera, al termine della stagione 2013-14. A Calvisano, si laurea Campione d'Italia anche l'anno successivo e poi nella stagione 2016-17, mettendo in luce le proprie qualità tecniche e venendo convocato con la Nazionale emergenti e collezionando qualche apparizione con la Nazionale a 7.
Per la stagione 2020-21 sarà l'allenatore dei Cavalieri Union Rugby.

## Palmarès
- Campionati italiani: 4
Calvisano: 2013-14, 2014-15, 2016-17, 2018-19
- Trofei Eccellenza : 1
Calvisano: 2014-15